# Fernsehturm Cherson
Der Fernsehturm Cherson (ukrainisch Херсонська телевежа) war ein Fernmeldeturm in der ukrainischen Oblasthauptstadt Cherson. Er wurde beim Rückzug der russischen Truppen am 10. November 2022 gesprengt und zerstört.

## Geschichte

### Erster Fernmeldeturm (ab 1959)
Seit 1959 stand in Cherson, einer südukrainischen Stadt am Dnepr, ein erster Fernmeldeturm, von welchem aus seit 1961 Fernsehprogramme ausgestrahlt wurden. Von diesem ersten Turm ist neben dem neuen Bauwerk noch ein Überrest erhalten. Das Turmpaar bildete ein technikgeschichtliches Monument der Ukraine.

### Neubau (1991–2022)
Die 1991 begonnenen Bauarbeiten für einen neuen Sendeturm waren erst 2005 abgeschlossen. Mit 200 m Höhe war der Stahlgitter-Fachwerkturm das höchste Bauwerk in der Oblast Cherson. Beim Sendeturm befinden sich mehrere Gebäude der regionalen Fernsehdirektion des ukrainischen Staatsfernsehens.
Der Turm stand im Stadtzentrum von Cherson und im Gebiet der ehemaligen Festung Cherson an der Perekopskastraße. In unmittelbarer Nähe befindet sich die St.-Katharinen-Kathedrale von Cherson.

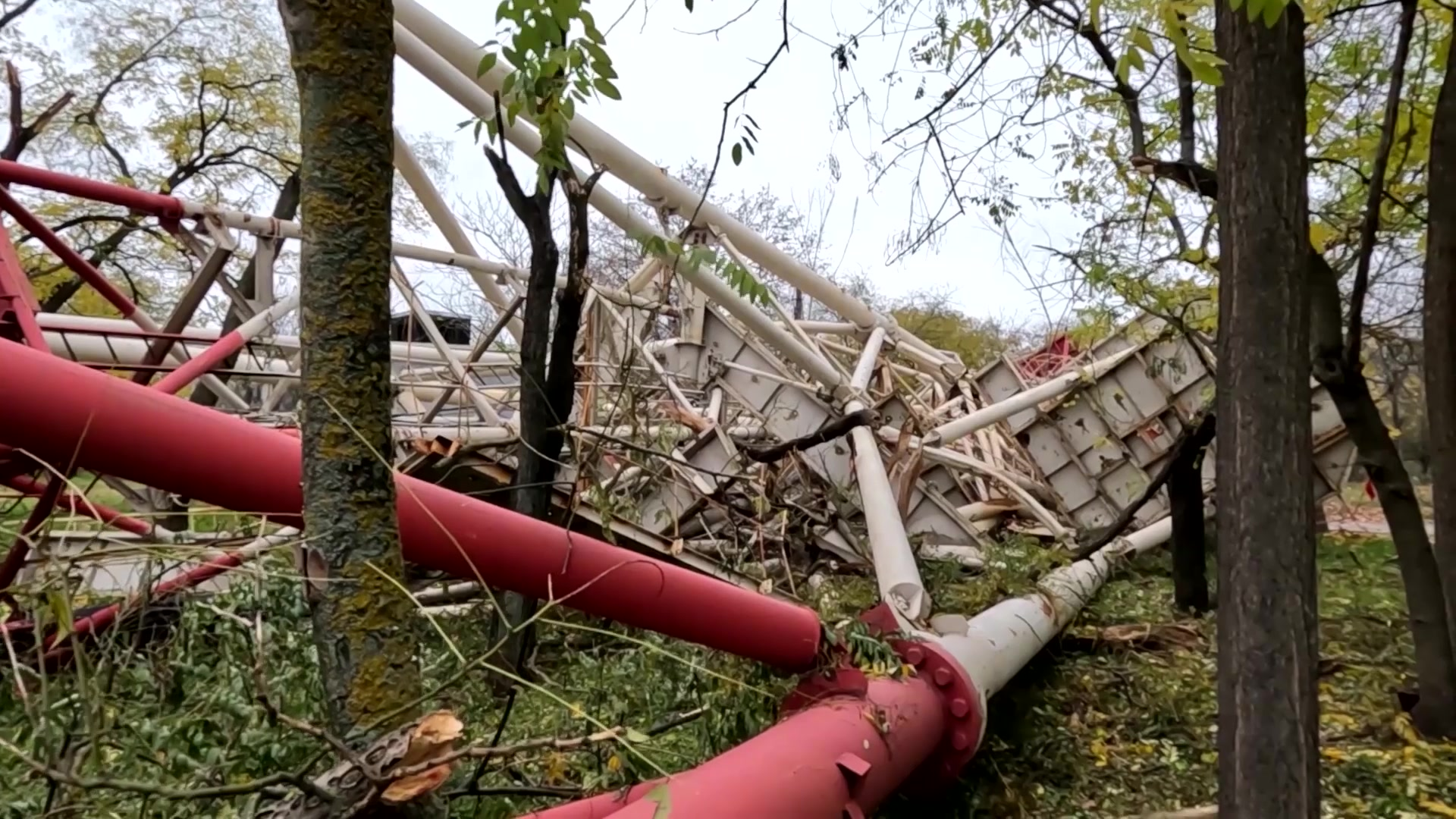
Ruinen des Fernsehturms (2022)

Im Zuge des russischen Angriffskrieges gegen die Ukraine wurde der Regionalsender Cherson mit dem Sendeturm Anfang März 2022 von den Besatzungstruppen eingenommen, nachdem der Sender zunächst noch über die Ereignisse bei der Besetzung der Stadt berichtet hatte. In der Folge übernahm der Sender Cherson die Ausstrahlung von Programmen des russischen Staatsfernsehens. Auf dem Turm hissten die Okkupanten eine große russische Fahne. Am 28. Mai 2022 soll eine Bombenexplosion in der Nähe des Fernsehsenders den Turm beschädigt haben. Vor dem Rückzug auf das linke Dneprufer im November 2022 sprengten russische Truppen die Sendestation und den Turm. Er stürzte dabei auf der ganzen Länge um, wie Bilder in den sozialen Medien nach der Rückeroberung Chersons zeigten.